# Popești (Iași)
Popești is een Roemeense gemeente in het district Iași.
Popești telt 4222 inwoners.